# 报春贝母兰
报春贝母兰（学名：Coelogyne primulina），为兰科贝母兰属下的一个植物种。